# Sclerophrys poweri
Espèce
Synonymes
- Bufo regularis poweri Hewitt, 1935
- Bufo poweri Hewitt, 1935
- Amietophrynus poweri (Hewitt, 1935)

Statut de conservation UICN

 LC  : Préoccupation mineure
Sclerophrys poweri est une espèce d'amphibiens de la famille des Bufonidae.

## Répartition
Cette espèce se rencontre à basse altitude, :
- dans l'extrême Sud de l'Angola ;
- dans l'extrême Sud de la Zambie ;
- dans les deux tiers Nord de la Namibie ;
- dans le Nord, l'Ouest et le Sud-Ouest du Botswana ;
- dans le centre-Nord de l'Afrique du Sud.

La limite orientale de sa distribution est très incertaine en raison de la confusion avec Amietophrynus garmani.

## Taxinomie
Le statut taxonomique de cette espèce est encore incertain (voir Sclerophrys garmani).

## Publication originale
- Hewitt, 1935 : Some new forms of Batrachians and Reptiles from South Africa. Records of the Albany Museum, vol. 4, p. 283-357.